# France Jamet
France Jamet (geboren am 5. Februar 1961 in Paris) ist eine französische Politikerin (RN). Lange Zeit in der französischen Kommunalpolitik in Montpellier und Hérault aktiv, rückte sie 2017 als Mitglied ins Europäische Parlament nach. Bei der Europawahl 2019 gewann sie direkt ein Mandat. Von 2017 bis 2019 war Jamet Mitglied der ENF-Fraktion, seit 2019 ist sie Mitglied der ID-Fraktion.

## Leben

### Ausbildung
Jamet wurde am 5. Februar 1961 als Tochter von Alain Jamet, einem Mitbegründer und stellvertretendem Vorsitzenden des Front National, geboren. Nach ihrer Schulausbildung studierte sie Rechtswissenschaften über Abendkurse in Montpellier. Anschließend arbeitete sie in verschiedenen Berufen, unter anderem als Ladenbesitzerin, Hotelierin, Versicherungsvertreterin und Rechtsanwaltsgehilfin. Später war sie für die CDCA tätig, die Vereinigung der Kaufleute unter Christian Poucet, und dort verantwortlich für Le Légitime, die Gewerkschaftszeitschrift der CDCA.

### Politisches Engagement in Montpellier und Hérault
Jamets Familie ist mit der Familie Le Pen seit jeher freundschaftlich verbunden, France Jamet ist eine Kindheitsfreundin der heutigen RN-Vorsitzenden Marine Le Pen. Jamet trat dem Front National 1974 im Alter von 13 Jahren bei und wurde später auch Mitglied des Parteivorstandes.
Jamet kandidierte erstmals 1983 bei den Kommunalwahlen in Montpellier und engagierte sich im Wahlkampf im Département Hérault. Seit 1998 hat sie ein Mandat für den damaligen Regionalrat Languedoc-Roussillon (seit 2016 Regionalrat Okzitanien). Bei den Regionalwahlen 2010 erhielt sie als Listenführerin des FN im Languedoc-Roussillon im zweiten Wahlgang 19,4 % der Stimmen. Sie war Vorsitzende der Fraktion „Front National – Rassemblement bleu Marine“ im Regionalrat. Bei den Regionalwahlen 2015 verteidigte sie ihr Mandat.
Im Jahr 2012 kandidierte sie bei den Parlamentswahlen im 7. Wahlkreis von Hérault, wo sie im ersten Wahlgang 22,1 % und im zweiten Wahlgang 19,8 % der abgegebenen Stimmen erhielt. Fünf Jahre später erhielt sie im zweiten Wahlgang 34,3 % der Stimmen im ersten Wahlkreis Hérault.
Bei den Kommunalwahlen 2014 in Montpellier führte sie die Liste des Front National an, die im ersten Wahlgang 13,8 % und im zweiten Wahlgang 9,2 % der abgegebenen Stimmen erhielt. Sie wurde mit zwei anderen Kandidaten zur Stadträtin gewählt, ebenso wie zur Gemeinderätin von „Montpellier Méditerranée Métropole“.

### Wechsel ins Europaparlament
Für die Europawahl 2014 nominierte der FN Jamet für den vierten Listenplatz im damaligen Europawahlkreis Südwest-Frankreich. In dem Wahlkreis errang der FN die Stimmenmehrheit (24,71 Prozent) und gewann damit drei der zehn Mandate im Wahlkreis, sodass Jamet den Einzug knapp verpasste. Offiziell war Jamet anschließend von 2014 bis 2016 als parlamentarische Mitarbeiterin der Europaabgeordneten Joëlle Mélin angemeldet. Der Rassemblement National wird verdächtigt, ein System fiktiver Beschäftigung gefördert zu haben, das es ermöglichte, dass einige der Assistenten der RN-Europaabgeordneten aus europäischen Mitteln bezahlt wurden, obwohl sie eigentlich für interne Funktionen der rechtsextremen Partei eingesetzt wurden.
2017 wurde der RN-Europaabgeordnete Louis Aliot in die Nationalversammlung gewählt und gab sein Mandat auf, Jamet rückte für ihn zum 21. Juli 2017 nach und gab ihr Mandat im Regionalrat von Okzitanien auf. Jamet trat, wie die anderen Abgeordneten des Rassemblement National zuvor, der ENF-Fraktion bei. Für die Fraktion war sie Mitglied im Ausschuss für internationalen Handel, des Weiteren war sie stellvertretendes Mitglied im Fischereiausschuss und im Ausschuss für regionale Entwicklung.
2019 nominierte der RN Jamet für den 20. Listenplatz für die Europawahl 2019, bei der Gesamtfrankreich als ein Wahlkreis fungierte. Bei der Wahl verlor der RN leicht an Stimmen (minus 1,5 Prozent), gewann dennoch 23 der 79 französischen Mandate, sodass Jamet direkt einzog und damit ihr Mandat verteidigte. Sie trat gemeinsam mit ihren RN-Parteikolleginnen und -kollegen der neugegründeten, rechtsextremen ID-Fraktion bei. Für die Fraktion ist Jamet in der 9. Legislaturperiode im Ausschuss für Beschäftigung und soziale Angelegenheiten, im Fischereiausschuss sowie seit Februar 2021 im Ausschuss für Wirtschaft und Währung.
In Buch „La Politique malgré elle, la jeunesse cachée de Marine Le Pen“ beschreiben die Journalisten David Doucet und Mathieu Dejean unter anderem die Nähe zwischen dem rechtsextremen Rassemblement National und der nationalistischen, neo-Pétainistischen Bewegung L'Œuvre Française. Unter anderem weisen die beiden darauf hin, dass Jamet als Europaabgeordnete Laurent Latruwe, ein ehemaliges Mitglied von L'Œuvre française, Autor eines Buches über die albanische Waffen-SS und ehemaliger Redakteur der rechtsextremen Nachrichtenplattform Nations Presse Info (NPI), als Assistenten einstellte.